# Марина ди Кампо (Ливорно)
Марина ди Кампо је насеље у Италији у округу Ливорно, региону Тоскана.
Према процени из 2011. у насељу је живело 2104 становника. Насеље се налази на надморској висини од 3 м.